# Sanctuaire Santa Maria dell'Impruneta
Le sanctuaire Santa Maria dell'Impruneta est un édifice religieux situé à Impruneta en Toscane.

## Histoire
La première partie de l'édifice a été construite au XIe siècle sur une zone déjà utilisée à des fins religieuses aux époques romaine et étrusque.
Les documents officiels attestent de son existence à partir de 1091 et la tradition soutient que la peinture de la Vierge, la Signora delle acque, aurait  été réalisée par saint Luc (qui a fait l'objet de  repeints  d'Ignazio Hugford au XVIIIe siècle).

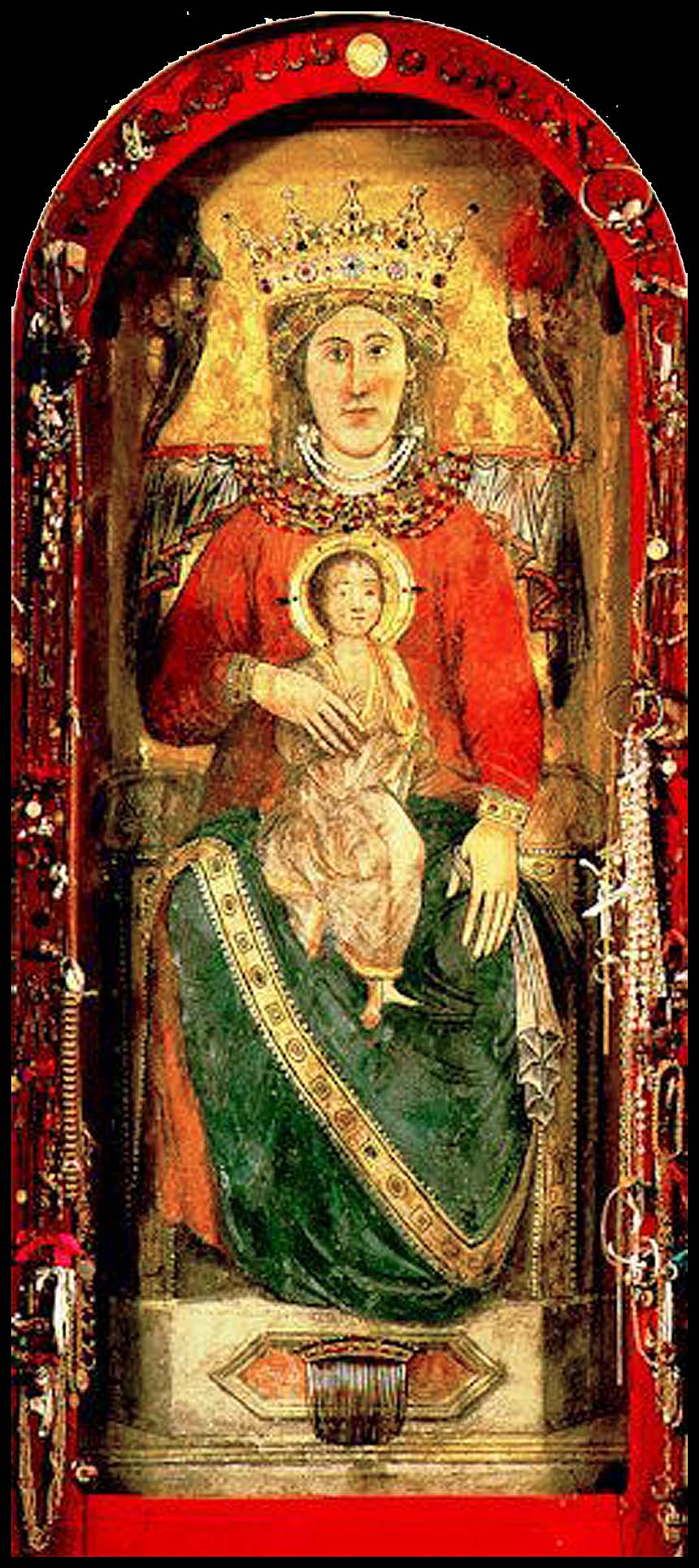
Madonna miracolosa dell'Impruneta, restaurée par de grands repeints d'Ignazio Hugford

Le lieu a été l'objet de pèlerinages à partir du Trecento, nécessitant l'agrandissement de l'édifice jusqu'au début du Quattrocento.
En 1634, la Compagnie des stigmates de Saint François a fait construire l’arcade de la façade de l’église, dont la conception est l'œuvre de l’architecte Gherardo Silvani
En 1944, lors de la Seconde Guerre mondiale, un bombardement a détruit le plafond baroque nécessitant la restauration de l'édifice en style renaissance.